# Abdelkader Chaou
Abdelkader Chaou (en arabe : عبد القادر شاعو) est un chanteur algérien, interprète de Chaâbi. Il est né le 10 novembre 1941 dans la Casbah d'Alger, au sein d'une famille originaire de Azzeffoun wilaya de Tizi Ouzou.

## Biographie
Enfant, Abdelkader Chaou se grisait des bouffées de musiques qui s'échappaient des cafés maures de la Casbah d'Alger. Initialement prisée par les dockers et les pêcheurs, la chanson Chaâbi - littéralement "populaire"- jaillie des entrailles de la basse Casbah d'Alger au début du vingtième siècle, a élargi depuis son audience. Son maître fondateur se nomme El Hadj M'hamed El Anka puis viendront d'autres dont Abdelkader Chaou, l'ultime légende vivante de cet art majeur, issue de cette lignée.
Abdelkader Chaou a étudié au conservatoire d'Alger. Virtuose au mandole, il modernise le chaâbi, introduit des instruments tels que le mandole, tout en remodelant le style en le rendant plus vif et attrayant. Il fait ses débuts à Radio-Crochet, une émission de Djillali Haddad. Deux ans plus tard, il réalise ses premiers enregistrements, accompagné au piano par Mustapha Skandrani, puis sa première chanson, Ya Dhou Äyani, toujours à Radio-Alger. Encouragé par ses amis et ses proches, il s'inscrit en 1967 au conservatoire d'Alger, dirigé à l'époque par le maître El Hadj M'hamed El Anka, où il s’initiera aux subtilités du répertoire Chaâbi,.
En 1969, il rentre au Théâtre National Algérien (TNA) avec Mohamed Lamari comme salarié, participant entre autres, à un gala donné à Shiraz (Iran), il se retirera ensuite du TNA.
Grâce à l'école Mahboub Bati dont il a été un élève émérite, il a fait une percée fulgurante dans les années 1970. et  deux chansons: Ghazali Goudami et Lilah Wan Cheftou Koudami constitueront ses premiers enregistrements professionnels.
Le grand succès viendra en 1973 avec Djah Rebi Ya Djirani qui le fait connaître au grand public. Par la suite, c'est la célébrité avec Mazal Khatmi, Mériem Mériem, Ya Laâdra Win Moualik, chanson de Mohamed Mahboub Stambouli consacrée par Omar Gatlato le film de Merzak Allouache. Modernisant le Chaâbi, certains l'ont prise à cour tels Mahboub Bati, Mahboub Stambouli, Skandrani, d'autres l'accusent à l'époque d'avoir dénaturé le genre. Son Chaâbi remanié, vif et attrayant passe de la mélodie triste à la mélodie gaie, emprunté à la musique arabo-andalouse. On lui a souvent reproché ses tendances pour les airs « légers » mais on oublie que cet artiste élégant, virtuose du mandole, reste, au fond, plus proche qu'on ne le croit des sources qui ont abreuvé le Chaâbi,.
En 2024, Abdelkader Chaou, patrimoine vivant du Chaâbi, qui vit à Bouzareah dans la wilaya d'Alger, continue avec ses chansons gaies ou mélancoliques, ses ambiances de fêtes aux relents ibériques qui parlent directement au coeur, à se produire sur scène à l'internationale. «Mon art c’est la traduction, en vers et en notes, du vécu des gens».

## Discographie
- Discographie Abdelkader Chaou